# مباراة كرة قدم ضد الفقر
مباريات كرة القدم ضد الفقر هي مباريات تقام سنويا منذ 2003 لجمع الأموال ودعم مشاريع تطويرية مخصصة مختارة من قِبل برنامج الأمم المتحدة الإنمائي. ينظم البرنامج المباريات بمساعدة سفرائها للنوايا الحسنة زين الدين زيدان والبرازيلي رونالدو، ودعم من الفيفا واليويفا، وتهدف أيضا لزيادة الوعي وتحريك الرأي العام والتي تعد أحد الأهداف الإنمائية للألفية التي أنشئت في عام 2000.

منذ 2003، أقيمت 12 مباراة ضد الفقر، جُمع منها ما يقارب 4 ملايين دولار لدعم عمل البرنامج بما في ذلك إعادة الإعمار بعد الزلزال في هايتي وباكستان والإنعاش بعد الاعصار في الفلبين، والإغاثة بعد المجاعة في أفريقيا ومشاريع مكافحة الفقر في أفريقيا، آسيا، أوروبا الشرقية وأمريكا اللاتينية.

## التاريخ
اعتمدت في عام 2000 وأعاد التأكيد عليها قادة 191 دولة في قمة الأمم المتحدة عام 2005، تسعى الأهداف الإنمائية للألفية إلى خفض الفقر العالمي إلى النصف بحلول عام 2015 من خلال وضع أهداف لمكافحة الجوع والمرض والأمية وتدهور البيئة والتمييز ضد المرأة. تمت إقامة أول مباراة ضد الفقر في عام 2003 بمبادرة من زيدان ورونالدو. وفي إطلاق الحدث، قال رونالدو: "نحن نستخدم هذه المباراة كوسيلة لجمع الأموال وتوعية الناس بحقيقة أن حل هذه المشكلة هو في أيدينا. من خلال العمل معاً سنفوز في المباراة ضد الفقر″. وشملت المباراة الأولى أمثال ديفيد بيكهام، وفان دير سار، وصامويل إيتو، وروبرتو كارلوس، وروبينيو، وريفالدو، مع رونالدو وأصدقاءه ″ هزيمة ″ زيدان وأصدقاءه ″ 4−3 أمام 30000 شخص في سانت جاكوب بارك. جمعت المباراة أكثر من 800,000 دولار لمشاريع مكافحة الفقر في البلدان النامية.
في عام 2008، دعا رونالدو وزيدان مارتا للعب في مباراة برنامج الأمم المتحدة الإنمائي ضد الفقر في فاس بالمغرب، حيث أصبحت أول امرأة في تاريخ كرة القدم تلعب في مباراة كرة القدم للرجال المعترف بها دوليا.
في 19 نوفمبر 2008، شارك زيدان ورونالدو في المباراة السنوية الخامسة ضد الفقر في مالقة، إسبانيا، والتي انتهت بالتعادل 2-2. يتولى السفراء، الذين تعاونوا في تمثيل الحدث السنوي لفائدة برنامج الأمم المتحدة الإنمائي، بشكل منظم تشكيل فرقهم الخاصة التي تتكون من لاعبي كرة قدم نشطين، وغيرهم من الرياضيين المحترفين والمشاهير. ذكر زيدان، سفير النوايا الحسنة للأمم المتحدة منذ عام 2001، أن سبب كونه جزءًا من هذا الحدث هو «أن الجميع يمكنهم فعل شيء لجعل العالم مكانًا أفضل».
عُقدت المباراة العاشرة ضد الفقر في بورتو أليغري في عام 2012. والتي تبعت تسع نسخ ناجحة في بازل، مدريد، دوسلدورف، مرسيليا، مالقة، فاس، لشبونة، أثينا وهامبورج. في كل عام، جمعت الصناديق دعم محدد لتمويل مشاريع في بلدان مختلفة تواجه تحديات صعبة. تم تقسيم عائدات المباراة العاشرة في البرازيل بين مشروعين - واحد في البرازيل وواحد في الرأس الأخضر، غرب أفريقيا، وكلاهما يهدف إلى إعادة دمج الشباب المهمش. في البرازيل، قامت العائدات بتمويل مشروع يروج للحد من الفقر والاندماج الاجتماعي من خلال الرياضة. أقيمت المباراة أمام أكثر من 50 ألف مشجع في «آرينا دو غريميو» في 18 ديسمبر 2012، وجمعوا 360 ألف دولار في المشروعين الموجهين للشباب.
في عام 2013، ساعد السفير العالمي وحارس مرمى كرة القدم إيكر كاسياس في إطلاق موقع وطني على الإنترنت حول العمل التطوعي والابتكار الاجتماعي في أوزبكستان من خلال برنامج الأمم المتحدة الإنمائي ومبادرة «مكافحة الفقر» لتشجيع الشباب الأوزبكي على التطوع والنشاط في الرياضة.
عُقدت المباراة الحادية عشر في 4 آذار / مارس 2014 في ملعب دي سويس في برن بسويسرا حيث بدأت عائدات جهود الانتعاش في الفلبين في أعقاب إعصار هايان، أحد أكثر العواصف تدميراً في التاريخ. وشارك في المباراة الحادية عشرة روبرت بيريس، كلود ماكيليلي، باولو مالديني، فريدريك ليونغبرغ، لويس فيجو، بافيل نيدفيد، مارتا ورود خوليت. عُقدت المباراة ضد نادي يانغ بويز، والتي تبرعت ببعض من الأرباح
```
التي تبلغ ما يقارب 190 ألف دولار لمؤسسة النادي الخيرية الشريكة، مؤسسة لوريوس في 
سويسرا
 لدعم المشاريع الرياضية.
[
8
]
 كما تلقت المباراة الحادية عشرة ضد الفقر تبرعاً بقيمة 24 ألف دولار من شركة 
سوني
 من خلال مبادرتها السنوية لجمع التبرعات في مبنى سوني في 
جينزا
، 
طوكيو
.
[
8
]
```

أقيمت المباراة الثانية عشرة ضد الفقر في سانت إتيان، فرنسا يوم الاثنين 20 أبريل 2015، حيث تعاون كل من رونالدو وزيدان مع نجوم كرة القدم الآخرين ضد لاعبين سابقين وحاليين من نادي الدرجة الأولى الفرنسي نادي سانت إتيان. ووفقاً لبرنامج الأمم المتحدة الإنمائي، «سيذهب ثلثا جميع العائدات نحو مساعدة البلدان الأكثر تضرراً في غينيا وليبيريا وسيراليون على إعادة البناء بشكل أفضل من وباء الإيبولا».

## سفراء النوايا الحسنة
وقد قام برنامج الأمم المتحدة الإنمائي، إلى جانب وكالات الأمم المتحدة الأخرى، بتجنيد الخدمات الطوعية والدعم المقدم من الأفراد البارزين بصفتهم سفراء للنوايا الحسنة لإبراز هذه الأسباب. وتساعد شهرتهم في تضخيم الرسالة العالمية والعاجلة للتنمية البشرية والتعاون الدولي، مما يساعد على التعجيل بتحقيق الأهداف الإنمائية للألفية. وهي توضح فلسفة وبرامج التطوير الإنمائي للبرنامج الإنمائي للفرص التي تعتمد على الذات وتحفز الناس على العمل من أجل تحسين حياتهم وحياة مواطنيهم.

### سفراء عالميون
- رونالدو [9]
- زيدان [9]
- ديدييه دروجبا [10]
- ايكر كاسياس [11]
- مارتا [3]

## المباريات
تم لحد الآن تنظيم اثني عشر مباراة ضد الفقر أقيمت:
- الأولى في مدينة بازل  سويسرا سنة 2003.

أُقيمت مباراة برنامج الأمم المتحدة الإنمائي «مباراة كرة القدم ضد الفقر» الأولى
في يوم الأثنين 15 ديسمبر 2003 وفي تمام الساعة 19:30 وكانت بين فريقين
رونالدو ورفاقه وزيدان ورفاقه وانتهت بفوز فريق رونالدو ورفاقه بنتيجة 4 مقابل 3 لفريق زيدان ورفاقه
- الثانية بمدينة مدريد  إسبانيا سنة 2004.
- الثالثة بمدينة دوسلدورف  ألمانيا سنة 2005.
- الرابعة بمدينة مرسيليا  فرنسا سنة 2006.
- الخامسة بمدينة مالقة  إسبانيا سنة 2007.
- السادسة بمدينة فاس  المغرب في 17 نوفمبر 2008 حيث تقام لأول مرة خارج أوروبا وفي بلد عربي إسلامي وإفريقي وشارك زيدان ورونالدو في هاته النسخة.
- السابعة بمدينة لشبونة  البرتغال سنة 2010
- الثامنة بمدينة أثينا  اليونان سنة 2010
- التاسعة بمدينة هامبورغ  ألمانيا سنة 2011
- العاشرة بمدينة بورتو أليغري  البرازيل سنة 2012
- الحادية عشر بمدينة برن  سويسرا سنة 2014
- الثانية عشر بمدينة سانت ايتيان  فرنسا سنة 2015

## وصلات خارجية
- مباراة كرة قدم ضد الفقر في برنامج الأمم المتحدة الإنمائي
- سفراء النوايا الحسنة